# Assago
Assago település Olaszországban, Lombardia régióban, Milánó megyében. Lakosainak száma 9232 fő (2023. január 1.). Assago Milánó, Rozzano, Zibido San Giacomo és Buccinasco községekkel határos.

## Népesség
A település népességének változása:
| Lakosok száma | 8490 | 9008 | 9096 | 9232 |
|               | 2013 | 2017 | 2018 | 2023 |